# Fair Deal
El Fair Deal fou una reforma econòmica i social proposada pel President Harry Truman al Congrés dels Estats Units al setembre del 1945, aspirant, seguint la línia marcada pel New Deal de Roosevelt, a assegurar la plena ocupació, a augmentar el salari mínim, a sostenir els aranzels agrícoles, a reforçar el sistema de seguretat social, a millorar l'hàbitat (mitjançant l'eliminació dels "barris baixos") i la implementació de grans obres públiques. Aquesta reforma fou implementada en acabar la Segona Guerra Mundial, quan les reivindicacions sindicals s'enfrontaven a l'oposició dels patrons (llei Taft-Hartley, una llei que limitava els drets sindicals i de vaga, promulgada el 1947). Truman intentà aplicar aquesta política durant els seus dos mandats (1945-1953).